# Рецанело (Пјаченца)
Рецанело је насеље у Италији у округу Пјаченца, региону Емилија-Ромања.
Према процени из 2011. у насељу је живело 81 становника. Насеље се налази на надморској висини од 410 м.